# Prana film
Prana film je bil nemški filmski studio, ki je snemal tihe oz. neme filme. Edini film, ki so ga posneli, je bil film z naslovom Nosferatu, simfonija groze (1922). Studio je razglasil stečaj da bi se izognil tožbi vdove Brama Stokerja zaradi kršitve avtorskih pravic.